# ليروي جاك ميكلز
ليروي جاك ميكلز (بالإنجليزية: Leroy-Jacques Mickels)‏ (25 يونيو 1995 في ألمانيا - ) هو لاعب كرة قدم ألماني في مركز المهاجم لعب سابقاً في نادي الترجي السعودي.

## روابط خارجية
ليروي جاك ميكلز على موقع قاعدة بيانات كرة القدم.إي يو (الإنجليزية)
- ليروي جاك ميكلز على موقع Soccerway.com (الإنجليزية)
- ليروي جاك ميكلز على موقع عالم كرة القدم.نت (الإنجليزية)